# Chicuelina

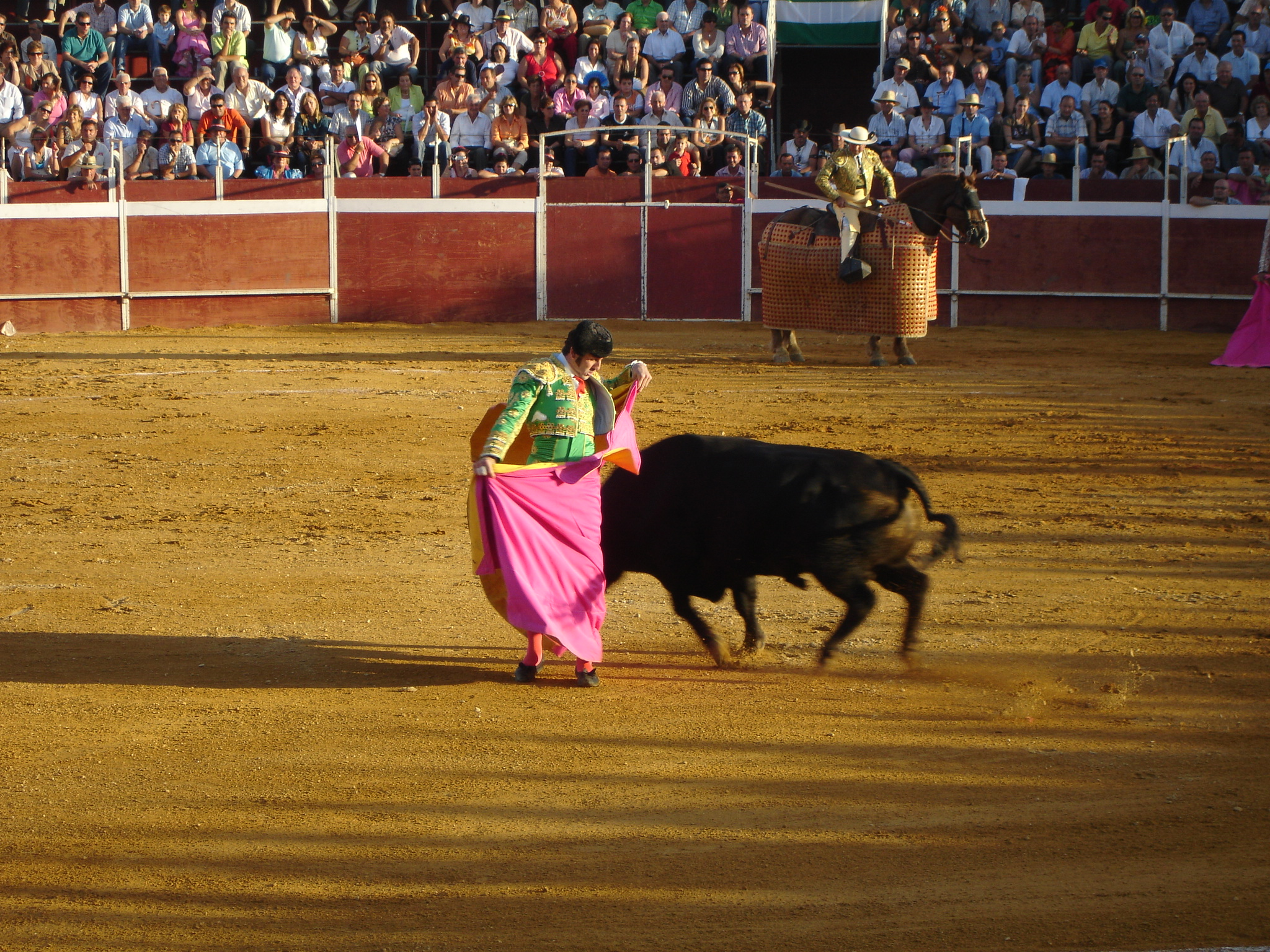
Ejecución de una chicuelina por el torero Juan José Padilla

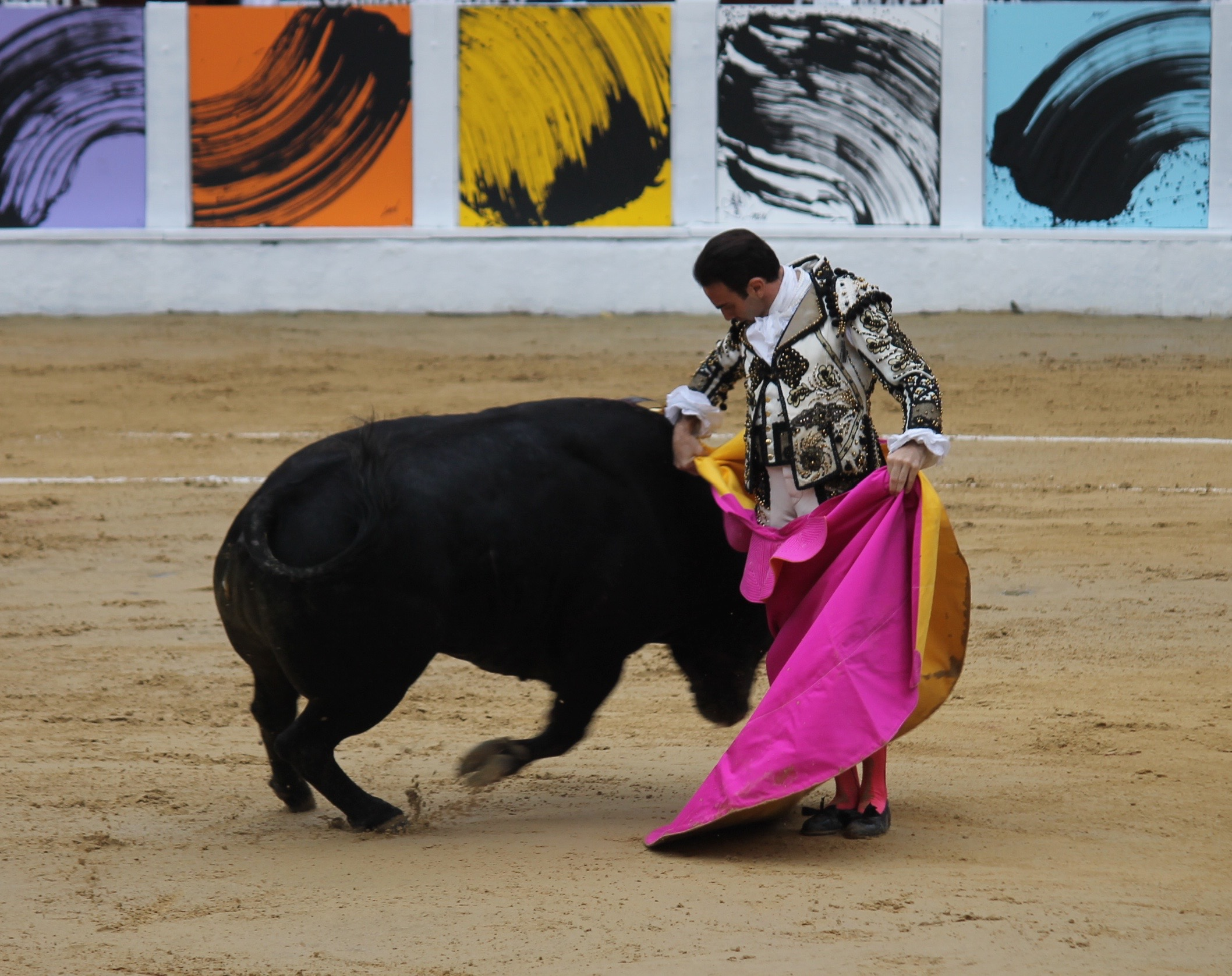
Chicuelina de Enrique Ponce en Bogotá

La chicuelina es un lance del toreo que se ejecuta con el capote. Se realiza citando al toro de frente, sujetando el capote con los dos brazos abiertos y en posición de semiextensión. Cuando el toro realiza la embestida, el torero gira media vuelta sobre sí mismo en sentido contrario a la embestida del toro, de tal forma que su cuerpo queda envuelto por el capote, pasando el animal por un lado. Este pase debe su nombre al torero sevillano Manuel Jiménez (1902-1967), apodado Chicuelo, que lo realizó por primera vez en la plaza de toros de Valencia en el año 1924, aunque su reconocimiento se extendió tras practicarlo durante un quite en la plaza de las Ventas de Madrid en 1925. Una variedad es la llamada chicuelina al paso o galleo por chicuelinas, en la cual el torero ejecuta el pase varias veces consecutivas mientras anda, para dirigir al toro hacia un lugar determinado de la plaza.